# Тумашев, Равиль Рахимович
Равиль Рахимович Тумашев (21 апреля 1923 года, Семипалатинск, Казахская АССР — 2 января 2016 года, Казань, Татарстан) — режиссёр, педагог, заслуженный деятель искусств Татарской АССР, лауреат Республиканской премии имени Габдуллы Тукая.

## Биография
Родился 21 апреля 1923 года в городе Семипалатинске Казахской АССР в семье известных театральных деятелей Кашифы и Рахима Тумашевых.
В 1941 году окончил школу № 15 Казани, потом до 1946 года служил в Красной Армии, ветеран Великой Отечественной войны, принимал участие в боевой операции на Курской дуге, в освобождении Украины и Польши. После демобилизации, с 1946 по 1951 годы учился на режиссёрском факультете Государственного института театрального искусства имени Луначарского (ныне ГИТИС).
В 1952 году после успешной постановки дипломного спектакля «Галиябану» по пьесе М. Файзи был приглашен режиссёром в Татарский академический театр, где поставил такие спектакли, как «Отелло» В. Шекспира, «Легенда о любви» Н. Хикмета, «Казанское полотенце» К. Тинчурина и другие. С 1963 по 1985 годы — главный режиссёр Татарского республиканского передвижного театра (сейчас это — Татарский государственный театр драмы и комедии имени Карима Тинчурина). Там поставил спектакли: «Молодые сердца» Ф. Бурнаша, «Шамсикамар» М. Аблеева, «Ходжа Насретдин» Н. Исанбета.
С 1985 года — вел педагогическую деятельность, на протяжении многих лет преподавал режиссуру и актерское мастерство в Казанском театральном училище и Казанском институте культуры и искусства, руководил литературно-драматическим творчеством студентов факультета русской филологии Казанского государственного педагогического университета.
Умер 2 января 2016 года в Казани.

## Признание
- Орден Красной Звезды (1945)[2]
- Медаль «За боевые заслуги» (1944)[2]
- Медаль «За трудовое отличие» (14 июня 1957)
- Две награды Польской Народной Республики «Серебряный Крест Заслуги»
- Заслуженный деятель искусств Татарской АССР
- Республиканская премия имени Габдуллы Тукая (1976)